# Matthew Burrows
Matthew Burrows (15 oktober 1985) is een professioneel voetballer uit Noord-Ierland, tegenwoordig uitkomend voor de Noord-Ierse club Glentoran FC uit Belfast. Hij is vooral bekend geworden door een hak-volley doelpunt gescoord in de 92e minuut in de wedstrijd tegen Portadown FC op 5 oktober 2010.